# Debra Hill
Debra Hill (* 10. November 1950 in Haddonfield, New Jersey; † 7. März 2005 in Los Angeles) war eine US-amerikanische Drehbuchautorin und Filmproduzentin.

## Leben
Hill begann ihre Karriere als Regieassistentin und Filmeditorin, bevor sie 1978 zusammen mit John Carpenter den Horrorfilm Halloween (1978) schrieb und produzierte. Diese Zusammenarbeit setzten sie in den Fortsetzungen und den Filmen The Fog – Nebel des Grauens (1980), Die Klapperschlange (1981) und Flucht aus L.A. (1995) fort.
1985 gründete sie mit ihrer Kollegin Lynda Obst ihre eigene Filmproduktionsgesellschaft Hill/Obst Productions, die ab 1988 mehrere Filme für den Walt-Disney-Konzern produzierte.
Sie setzte sich für eine stärkere Rolle von Frauen im Filmgeschäft ein und war Vorstandsmitglied der Organisation Women in Film, die sie 2003 für ihr Engagement auszeichnete. Sie war ein langjähriges Mitglied im Vorstand der Producers Guild of America.
Debra Hill erlag am 7. März 2005 in Los Angeles einem Krebsleiden. Nach ihrem Tod schuf die Producers Guild of America die nach ihr benannte Debra Hill Fellowship, mit der seither angehende Produzenten ausgezeichnet werden, die sich durch ihren Einsatz für Urheberrechte, Frauenrechte oder den Umweltschutz auszeichnen.

## Filmografie
Drehbuch
- 1984: Mid Night Man

Drehbuch und Produktion
- 1978: Halloween – Die Nacht des Grauens (John Carpenter’s Halloween)
- 1980: The Fog – Nebel des Grauens (John Carpenter’s The Fog)
- 1981: Halloween II – Das Grauen kehrt zurück (Halloween II)
- 1994: Deadly Red Corvette
- 1994: Jailbreakers – Jung und vogelfrei (Jailbreakers)
- 1995: Flucht aus L.A. (John Carpenter’s Escape from L.A.)

Produktion
- 1981: Die Klapperschlange (John Carpenter’s Escape from New York)
- 1982: Halloween III (Halloween III – Season of the Witch)
- 1983: Dead Zone (The Dead Zone)
- 1985: Alle Mörder sind schon da (Clue)
- 1986: Männer für jeden Job (Head Office)
- 1987: Die Nacht der Abenteuer (Adventures in Babysitting)
- 1988: Big Top Pee-Wee
- 1988: Heartbreak Hotel
- 1989: Liebe, Stress und Fieberkurven (Gross Anatomy)
- 1991: König der Fischer (The Fisher King)
- 1994: Angriff der 20-Meter-Frau (Attack of the 50 Ft. Woman)
- 1994: Auf Bewährung (Reform School Girls)
- 1994: Bad Boys Never Die
- 1994: Glory Days (Shake, Rattle and Rock!)
- 1994: Motorcycle Gang
- 1994: Wild at Love
- 1999: Verrückt in Alabama (Crazy in Alabama)
- 2005: The Fog – Nebel des Grauens (The Fog)
- 2006: World Trade Center